# Josef Simon (Steinmetz)

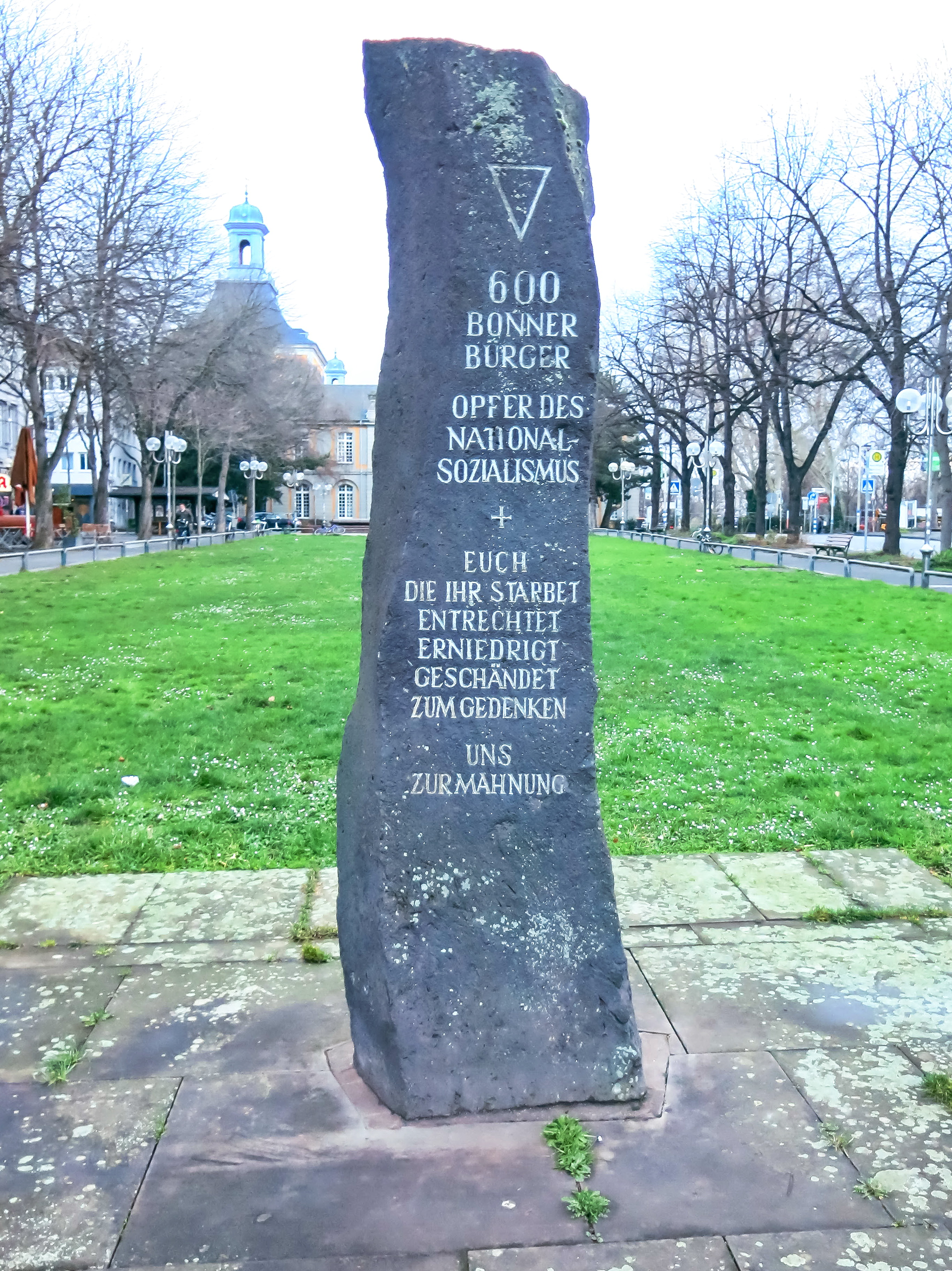
Bonn, Mahnmal auf dem Kaiserplatz

Josef Simon (* 19. Februar 1944 in Bonn) ist ein deutscher Steinmetz und Restaurator.

## Leben
Josef Simon wurde in Bonn ausgebildet. Er ist der Erfinder des Solargrabsteins, der ein ständiges Licht, das durch Solarenergie gespeist wird, enthält. Ferner hat er das Patent des Handgedenksteins, eines Steins, der aus dem Kern des Grabsteins besteht. Er fertigte nicht nur den Grabstein für Hermann Wandersleb, der maßgeblich am Aufstieg von Bonn zu Bundeshauptstadt beteiligt gewesen war, sondern auch profane Steinmetzarbeiten für die Stadt. Er wirkte u. a. an dem Mahnmal für die Opfer des Nationalsozialismus auf dem Kaiserplatz und schuf die massiven steinernen Wegweiser an der Poppelsdorfer Allee.